# Otmar Suitner
Otmar Suitner (prononciation en allemand [ˈɔtmaʁ zuˈiːtnɐ]), né le 16 mai 1922 à Innsbruck et mort le 8 janvier 2010 à Berlin, est un chef d'orchestre autrichien qui a exercé la plus grande partie de sa carrière en République démocratique allemande.

## Biographie
Il est chef principal de la Staatskapelle de Dresde de 1960 à 1964, puis Directeur musical à l'Opéra d'État de Berlin de 1964 à 1990. Parmi sa discographie relativement importante, on trouve une part notable de musique austro-allemande, en particulier les œuvres de Max Reger et Paul Hindemith, ainsi que le premier cycle des symphonies de Beethoven édité sur CD. Il enseigne la direction d'orchestre au Mozarteum pendant 20 ans.